# Jacob L. Moreno
Jacob Levy Moreno, születési neve Jacob Levy (Bukarest, 1889. május 18. – Beacon, New York, 1974. május 14.) bukaresti születésű amerikai orvos, pszichiáter, a pszichodráma alapítója, szociológus, a szociometria egyik első kidolgozója.

## Életútja

### Gyermekkor, tanulmányai
Zsidó kereskedő családból származott, családja folyton menekült a pogromok elől, ő éppen egy román hajón született. Négy és fél évesen történt vele az az esemény, mely egész életét meghatározta. Istent és angyalait játszva, leugrott az egymásra halmozott székek tetejéről, mint Isten, és eltörte a karját, megtapasztalván a valóság és a "mintha" minőségének eltérését.
Még kisgyermek korában, 1895-ben Bécsbe, majd Berlinbe költözött a család. Jacob Levy később visszatért Bécsbe, ahol filozófiát és orvostudományt, pszichiátriát tanult. Pszichiátriai tanulmányai során 1912-ben hallgatta Sigmund Freud előadásait az álmokról. 1917-ben szerzett diplomát az orvostudományból.

### Bécsi évek
Egyetemi hallgató korában a bécsi parkokban mesélt az ott játszó gyermekeknek, majd a meséket el is játszották, teret adva a gyermeki képzeletnek, kreativitásnak és spontaneitásnak. 1910-től megírta az Invitation to an Encounter (Meghívó egy találkozásra) c. munkáját. 1913-ban kezdett el foglalkozni a bécsi prostituáltak társadalmi helyzetével és szervezte számukra az első önsegítő csoportokat. 1915-ben orvossegédi állást kapott egy menekülttáborban, az itt szerzett tapasztalatok vezették el később a szociometria kifejtéséhez. Diplomás orvosként Bad Voslauban lett háziorvos, Bécs külvárosában. 1919-ben írta és jelentette meg nyomtatásban anonim művét: The Words of the Father (Az atya szavai). 1921-ben tanulmányozni kezdte a Rögtönzött Színházat (az elnevezésen és az elsőbbségen is vita van), mely 4 évig működött folyamatosan Bécsben. 1921-ben tartotta első nyilvános előadását Bécsben, ez az Élő Újság előadások kezdete. 1924-ben jogvitába keveredett Frederick Kreislerrel a körszínházi forma elsőbbségén. 1925-ben Bécsből, egy technikai találmány okán, mely a magnetofon ősének tekinthető vándorolt ki egyik testvérével az Amerikai Egyesült Államokba, ahol felvette a Moreno nevet.

### Amerikai évek
1927 és 1930 között az Egyesült Államokban folytatta a Rögtönzött Színházat, majd 1931-ben a New York-i városi börtön pszichiátere lett. 1932-ben az Amerikai Pszichiátriai Társaság philadelphiai kongresszusán terjesztette a csoportterápia és csoport-pszichoterápia fogalmakat. 1933-ban a Hudsoni Állami Leányiskolában Helen Hall Jenningsszel kidolgozta a szociometria rendszerét, melyet 1933. április 4-én mutatott be a New York-i orvosi konferencián. 1934-ben publikálta a Who shall survive című könyvét, és a St. Elisabeth kórházban gyógyító módszerként alkalmazta a pszichodrámát. 1936-ban New York államban Beacon Hillben pszichiátriai magánkórházat nyitott, ahol önálló pszichodráma színpadot épített. 1937-ben adta ki önálló szakfolyóiratát, a Sociometryt, azaz a Szociometriát.
1942-ben megalapította az American Society for Group Psychotherapy and Psychodramat, mely a csoport-pszichoterápia és a pszichodráma egyik első szakmai szervezete az USA-ban, elindította a pszichodráma módszer nyilvános bemutatóit (mai szóhasználattal workshopjait).
1945-ben indította el a második szakmai folyóiratát, amely a csoport és a csoportok közti terápiáról szólt, címe: Sociatry: A Journal of Group and Intergroup Therapyt, melyet 1956-ban eladott az American Sociological Associationnek (Amerikai Szociológiai Társaságnak). 1946-ban dolgozta ki a T csoport technikáját.
1949-ben nősült, felesége Zerka Toeman nemcsak hűséges segítőtársa lett férjének, hanem az egyik legjobb pszichodrámás is.
1954-ben alapító tagja volt az International Committee on Group Psychotherapynak (A Csoport-pszichoterápia Nemzetközi Bizottságának), mely később átalakult International Association of Group Psychotherapyvá, magyarul a Csoport-pszichoterápia Nemzetközi Társaságává.
1974. május 14-én, életének 85. évében hunyt el beaconi otthonában, néhány kisebb agyvérzés után. Halála előtt néhány héttel abbahagyta az evést, találkozott barátaival és tanítványaival, akiket kedvességgel és nyíltan fogadott. Kiválasztotta sírfeliratát is: „Az ember, aki örömet és nevetést hozott a pszichiátriába”.